# Іванов-Бей (Аляска)
Іванов-Бей (англ. Ivanof Bay) — переписна місцевість (CDP) в США, у окрузі Лейк-енд-Пенінсула штату Аляска. Населення — 1 особа (2020).

## Географія
Іванов-Бей розташований за координатами 55°55′6″ пн. ш. 159°29′36″ зх. д. / 55.91833° пн. ш. 159.49333° зх. д. (55.918199, -159.493298).  За даними Бюро перепису населення США в 2010 році переписна місцевість мала площу 10,86 км², уся площа — суходіл.

## Демографія
Згідно з переписом 2010 року, у переписній місцевості мешкало 7 осіб у 2 домогосподарствах у складі 2 родин. Густота населення становила 1 особа/км².  Було 12 помешкання (1/км²).
Расовий склад населення:
| - 100,0 % — корінних американців |

До двох чи більше рас належало 0,0 %. Частка іспаномовних становила 0,0 % від усіх жителів.
За віковим діапазоном населення розподілялося таким чином: 28,6 % — особи молодші 18 років, 71,4 % — особи у віці 18—64 років, 0,0 % — особи у віці 65 років та старші. Медіана віку мешканця становила 57,3 року. На 100 осіб жіночої статі у переписній місцевості припадало 133,3 чоловіків;  на 100 жінок у віці від 18 років та старших — 150,0 чоловіків також старших 18 років.
Цивільне працевлаштоване населення становило 0 осіб. 